# Establés
Establés település Spanyolországban, Guadalajara tartományban. Establés Mochales, Tartanedo, Corduente, Selas és Maranchón községekkel határos. Lakosainak száma 34 fő (2024).

## Népesség
A település népessége az utóbbi években az alábbiak szerint változott:
| Lakosok száma | 48   | 55   | 53   | 48   | 47   | 33   | 27   | 37   | 29   | 34   |
|               | 2001 | 2004 | 2006 | 2009 | 2011 | 2014 | 2016 | 2019 | 2021 | 2024 |